# William Hartnell
William Hartnell (London, St Pancras kerület, Egyesült Királyság, 1908. január 8. – Marden, Kent, 1975. április 23.) angol színész. Legismertebb szerepe a Doktor volt a régi Ki vagy, doki? (Doctor Who) sorozatban. Szerepéről 1966-ban rossz egészségi állapota miatt lemondott.

## Szerepei

### Filmek
- Say It with Music (1932)
- I’m an Explosive (1933)
- Follow the Lady (1933)
- The Lure (1933)
- Swinging the Lead (1934)
- The Perfect Flaw (1934)
- Seeing is Believing (1934)
- Old Faithful (1935)
- While Parents Sleep (1935)
- The Guv’nor (1935)
- Nothing Like Publicity (1936)
- Parisian Life (1936)
- The Crimson Circle (1936)
- The Shadow of Mike Emerald (1936)
- Midnight at Madame Tussaud’s (1936)
- Farewell Again (1937)
- They Drive by Night (1938)
- Too Dangerous to Live (1939)
- Murder Will Out (1939)
- They Came by Night (1940)
- Freedom Radio (1941)
- The Peterville Diamond (1942)
- Flying Fortress (1942)
- They Flew Alone (1942)
- Suspected Person (1942)
- The Goose Steps Out (1942)
- Sabotage at Sea (1942)
- The Bells Go Down (1943)
- The Dark Tower (1943)
- Strawberry Roan (1944)
- Headline (1944)
- The Way Ahead (1944)
- The Agitator (1945)
- Strawberry Roan (1945)
- Murder in Reverse (1945)
- Appointment with Crime (1946)
- Odd Man Out (1947)
- Brighton Rock (1947)
- Temptation Harbour (1947)
- Escape (1948)
- Now Barabbas (1949)
- The Lost People (1949)
- Double Confession (1950)
- The Dark Man (1951)
- The Magic Box (1952)
- The Ringer (1952)
- Pickwick Klub (1952)
- The Holly and the Ivy (1952)
- Will Any Gentleman…? (1953)
- Footsteps in the Fog (1955)
- Josephine and Men (1955)
- Tons of Trouble (1956)
- Private’s Progress (1956)
- Doublecross (1956)
- Hell Drivers (1957)
- Yangtse Incident (1957)
- The Hypnotist (1957)
- Date with Disaster (1957)
- Folytassa, őrmester! (1958)
- On the Run (1958)
- Strictly Confidential (1959)
- The Desperate Man (1959)
- The Night We Dropped a Clanger (1959)
- Shake Hands with the Devil (1959)
- Az ordító egér (The Mouse That Roared) (1959)
- Jackpot (1960)
- And the Same to You (1960)
- Piccadilly Third Stop (1960)
- The World Ten Times Over (1963)
- Heavens Above! (1963)
- Egy ember ára (1963)
- To Have and to Hold (1963)
- Tomorrow at Ten (1964)

### Tévéfilmek
- Douglas Fairbanks, Jr., Presents (1955)
- London Playhouse "The Inward Eye" (1955)
- The Errol Flynn Theatre "The Red Geranium" (1956)
- A Santa For Christmas (1957)
- The Army Game (1957–1958)
- Probation Officer "Episode No.1.28" (1959)
- The Flying Doctor "The Changing Plain" (1959)
- Dial 999 (1958–59)
- ITV Television Playhouse (1960)
- Kraft Mystery Theater "The Desperate Men" (1961)
- Ghost Squad "High Wire" (1961)
- The Plane Makers "One Of Those Days" (1963)
- The Edgar Wallace Mystery Theatre "To Have And To Hold" (1963)
- No Hiding Place The Game (1967)
- Softly, Softly: Task Force "Cause Of Death" (1968)
- Crime of Passion "Alain" (1970)
- Ki vagy, doki? (1963–66, 1973)

### Fiktív megjelenései
Hartnell játszott egy Doctor Who-s audiodrámában, melynek címe Pier Pressure.
2013 novemberében a Doctor Who sorozat 50. évfordulóján mutatták be az An Adventure in Space and Time (Kaland a térben és időben) c. filmet, amely a sorozat indulását és első éveit mutatja be játékfilm formájában. Hartnell szerepét David Bradley alakította.

## Fordítás
- Ez a szócikk részben vagy egészben  a   William Hartnell című angol Wikipédia-szócikk fordításán alapul.  Az eredeti cikk szerkesztőit annak laptörténete sorolja fel. Ez a jelzés csupán a megfogalmazás eredetét és a szerzői jogokat jelzi, nem szolgál a cikkben szereplő információk forrásmegjelöléseként.